# Gundamnatta, Srinivaspur
Gundamnatta là một làng thuộc tehsil Srinivaspur, huyện Kolar, bang Karnataka, Ấn Độ.